# Джаяварман II
Джаяварман II — перший імператор Кхмерської імперії, вважається її засновником. Створена ним держава панувала у Південно-Східній Азії впродовж наступних шести століть.

## Життєпис
До приходу до влади Джаявармана II країна не мала центральної влади й перебувала у стані міжусобної роздробленості. Написи у Сдоккактхомі повідомляють, що 802 року на вершині Кулен король наказав жрецю-брахману провести над ним певний релігійний обряд, після якого Джаяварман II став чакравартіном, «ідеальним правителем всесвіту». Обряд проголосив його верховним правителем земель, що допомогло йому в об'єднанні країни.
Незважаючи на провідну роль у кхмерській історії, достовірних фактів про Джаявармана II відомо досить мало. Написів, що належать до часів його життя та правління, не існує, однак відомі письмові свідчення, написані значно пізніше за його смерть.
Він, вочевидь, походив з аристократичної родини. Свої завоювання Джаяварман II розпочав з південного сходу сучасної Камбоджі, де захопив місто В'ядхапура. Далі Джаяварман II вирушив на північний захід, дорогою підкоряючи собі різні володіння та захопивши Шамбхупуру. Згодом він закріпився в місті-державі Прей Нокор, що розташовувалось на території сучасного Хошиміна. Потім він вирушив до іншого міста-держави, що існувало на місці сучасного Ват-Пху (нині південний Лаос), а ще згодом — уздовж гір Дангредо — у район Ангкору. Після цього він намагався підкорити собі правителів на захід від Ангкору, але ті вчинили спротив, і Джаяварман II був змушений переховуватись на горі Кулен, за 50 км від Ангкору.
Саме там шляхом брахманського обряду Джаяварман II був проголошений правителем єдиної держави. Засноване новим правителем місто Махендрапарвата згодом стало однією зі столиць Кхмерської імперії.